# Vuelo 915 de Finnair
El vuelo 915 de Finnair (AY915) fue un vuelo regular de Finnair de Tokio, Japón, sobrevolando el polo norte a Helsinki, Finlandia, el 23 de diciembre de 1987. En 2014, un medio finlandés publicó las declaraciones de dos pilotos de la Unión Soviética afirmando haberse lanzado un misil contra el avión, que explotó menos de 30 segundos antes del impacto. Las alegaciones no aparecieron hasta septiembre de 2014, cuando el principal diario finlandés, el Helsingin Sanomat, publicó un extenso artículo al respecto. La corporación de medios de comunicación finlandesa YLE publicó un artículo en internet el mismo día.
Cuando la información salió a la luz, causó una gran conmoción en Finlandia tanto entre miembros políticos como entre la población general, que creían que dicha información debería haberse publicado en su momento, y fue motivo de debate en los medios finlandeses, entre acusaciones de Finlandización de la información.
El incidente mencionado ha sido relacionado con otros incidentes similares que han tenido lugar en la Unión Soviética, como es el caso del Kaleva finlandés en 1940, el vuelo 902 de Korean Air Lines en 1978, el vuelo 007 de Korean Air Lines en 1983. El capitán Kaukiainen afirmó que los pilotos de Finnair decidieron hablar del tema después del derribo del vuelo 17 de Malaysia Airlines en Ucrania el 17 de julio de 2014.

## Antecedentes
Las aerolíneas occidentales han estado volando sobre las regiones del polo norte desde 1954, cuando Scandinavian Airlines (SAS) inició sus operaciones en la ruta Copenhague – Søndre Strømfjord – Winnipeg – Los Ángeles con aviones Douglas DC-6B. Desde 1957 SAS comenzó a volar de Europa a Tokio usando aviones Douglas DC-7.
Finnair se convirtió en la primera aerolínea del mundo en operar vuelos regulares directos entre Europa y Japón desde 1983. Los aviones empleados fueron los McDonnell Douglas DC-10-30ER, que fueron dotados de unos tanques de combustible adicional en el espacio de carga que permitía al avión llevar 24.000 litros (6.340 galones) de combustible adicional. Esto hacía posible cubrir los 10 024 kilómetros de Tokio a Helsinki en un vuelo sin escalas que duraba 13 horas. El vuelo fue llevado a cabo en espacio aéreo internacional, sobre el polo norte, desde que la Unión Soviética había reclamado pagos adicionales a los vuelos sobre su territorio de Siberia, además de las tasas de navegación ordinarias. El alcance de los aviones del resto de aerolíneas occidentales no era suficiente para realizar estos vuelos, y aterrizaban en Anchorage, Alaska, para repostar. Las aerolíneas japonesas no operaban vuelos directos sobre Siberia, ya que pensaban que la Unión Soviética reclamaría derechos de vuelo a cambio.

## Vuelo
El avión implicado fue un DC-10 alquilado a Finnair y operando con la librea de esta pero registrado en los Estados Unidos con el código N345HC. Había sido construido y entregado a Finnair en 1981. El mismo avión fue más tarde pintado con elementos Moomin. Fue utilizado por Finnair entre 1981 y 1995, aunque en dos ocasiones durante los noventa fue alquilado a Garuda Indonesia.
El avión de Finnair había despegado del Aeropuerto Internacional de Narita en Tokio según estaba previsto, en torno a las 10 a. m. hora de Japón (3 a. m. hora de Finlandia), y transportaba a 201 pasajeros, cuatro pilotos, y doce asistentes de vuelo finlandeses y dos japoneses. La altitud de crucero fue de 10 600 metros (32 000 ft).
El vuelo se dirigió al norte desde Tokio hasta el estrecho de Bering para a continuación sobrevolar el polo norte y entonces con la ayuda de un sistema de navegación inercial dirigirse hacia el sur hacia Svalbard y finalmente a Helsinki. Antes de alcanzar el estrecho de Bering Strait el avión cruzó la Línea internacional de cambio de fecha sobre las Islas Aleutianas y así durante un rato volar durante el día previo al de despegue de Tokio. En estos vuelos, los pasajeros eran agasajados con una “bebida del Polo Norte” sobre el polo y se les hacía entrega del certificado “Vuelo sobre el Polo Norte”, que era un mapa de la ruta junto con el nombre del capitán del vuelo.

## Incidente
Según el informe de los pilotos del incidente en 2014, cuando el avión se encontraba sobre la isla Edgeøya de Svalbard, entre la 1 y las 2 p. m. hora de Finlandia, el comandante de vuelo Esko Kaukiainen y el copiloto de vuelo Markku Soininen vieron un cohete aproximándose de frente al avión unos 30 grados a la izquierda del patrón de vuelo del avión. Ambos pilotos estaban descansando en ese momento. La visibilidad era buena, y los pilotos siguieron el patrón de vuelo del cohete durante medio minuto. Al principio pensaron que se trataba de un cohete meteorológico soviético de camino a la troposfera, pero cuando alcanzó la altitud de crucero del avión, viró y se dirigió directamente hacia ellos. Entonces el cohete explotó. Para los pilotos estaba claro el objetivo, el avión de Finnair.
El equipamiento del sistema de navegación inercial del avión permitió a la tripulación determinar su posición. Tras la explosión, Kaukiainen activó el cronómetro. 60 a 80 segundos más tarde el avión alcanzó la nube de polvo dejada por la explosión. Con una velocidad de crucero del avión de 900 km/h y que el misil circulaba al menos a 1 800 km/h, los pilotos calcularon que la explosión había tenido lugar a solo 20 segundos del impactogundos antes del impacto. Los pilotos vieron la carcasa del misil caer hacia el mar de modo espiral.
El comandante regresó a la cabina de vuelo más tarde y programó la llegada sobre las 4 p. m. hora de Finlandia. Los pilotos que habían estado en la cabina de vuelo durante el incidente le notificaron el evento oralmente al comandante.

## Conjeturas
Los pilotos no albergaban ninguna duda de cual era la procedencia del misil: venía de la Unión Soviética. Creían que había sido lanzado desde la península de Kola o desde un submarino. Cuando hablaron con el Helsingin Sanomat en 2014, dijeron que creían que se trataba de alguna clase de ejercicio. Pensaba que o bien las cosas fueron según lo previsto en el ejercicio, o bien que nada había ido bien. En caso de que todo hubiese discurrido conforme a un plan, esto significaba que el avión de Finnair había sido utilizado como objetivo de prácticas. Una de las posibilidades que se contemplaron es que se tratase de un misil extraviado, como había sido el caso, tres años antes, del llamado Misil del Lago Inari en el norte de Finlandia.
El Profesor, Ph.D. Stefan Forss del departamento de Estudios Estratégicos y Defensa de la Universidad Nacional de Defensa de Finlandia, un experto en tecnología de guerra, especialmente en lo referente a sistemas de armas nucleares, afirmó que el misil no se podía tratar de un misil balístico convencional lanzado desde tierra o de un misil de crucero con alcance intermedio, que estuviese siendo eliminado como consecuencia del Tratado INF existente entre los Estados Unidos y la Unión Soviética ratificado en 1987, dado que la eliminación de estos misiles no dio comienzo hasta finales de julio del año siguiente.
El periódico Turun Sanomat, publicó en Turku, Finlandia, la entrevista al Coronel Ahti Lappi (retirado), quien trabajó de 1988 a 1996 como el inspector antiaéreo de las Fuerzas Armadas de Finlandia, de las más altas esferas dentro de las Fuerzas Armadas. El coronel Lappi sostenía las siguientes afirmaciones:
- El patrón de vuelo del misil, en particular el hecho de que cambiase de curso, sugiere que se trata de un misil tierra-aire. Los misiles balísticos no tienen la capacidad de cambiar de curso en altitudes superiores a los 10 000 m. Cree así mismo que las observaciones de los pilotos son correctas.

- Los territorios soviéticos, especialmente Novaya Zemlya y la península de Kola estaban demasiado alejados de Svalbard incluso para las más pesadas armas antiaéreas de la época. Por ello el coronel Lappi se inclina a creer que el misil fue lanzado desde un buque en superficie.[15]

Según el coronel Lappi, la explosión del misil en el aire es un misterio. No recuerda ningún misil de los ochenta que pudiese ser detonado desde tierra por control remoto. Los misiles tierra-aire tienen sistemas de autodestrucción, que detonan la carga automáticamente al final de la trayectoria del misil (posiblemente antes de impactar contra el terreno).
El coronel Lappi pensaba que el misil podía ser un S-125 Pechora, que dentro de la OTAN es conocido como SA-3 Goa, que cuenta con una versión para buques militares. Era utilizado por la Unión Soviética y en 2014 continuaba en uso en decenas de países. Su techo de vuelo es de 17 km y tiene un alcance de 27 km.
La densa nube de polvo, sin embargo, invalida la posibilidas de que se tratase de un misil Pechora, en opinión del coronel Lappi. Los 60 kg de carga explosiva del misil no producen una explosión tan espectacular.

## La falta de informes
Los pilotos estuvieron de acuerdo en que el comandante de vuelo debía hacer un informe, ya que era su cometido informar de estos sucesos. Kaukiainen se lo recordó en dos ocasiones durante las siguientes semanas. Sin embargo, parece que el comandante de vuelo nunca llegó a hacerlo, debido en parte a que la celebración de la Navidad interfirió en el proceso. Kaukiainen también especuló con la posibilidad de que no quisiera escribirlo, dado que no había sido testigo directo del incidente, y le hubiese supuesto explicar de manera pormenorizada lo que había ocurrido.
Cuando el artículo del Helsingin Sanomat salió a la luz en 2014, el comandante ya había muerto. Mr. Lauri J. Laine, director de vuelos de Finnair en aquel momento, confirmó que nunca se había escrito ningún informe sobre el accidente.
Sin embargo, el incidente había sido discutido dentro de Finnair, especialmente en el centro de entrenamiento de pilotos. Un directivo de Finnair del equipo de gestión de vuelos, que ha preferido mantenerse en el anonimato, reveló al Helsingin Sanomat que había oído hablar del incidente en aquellos momentos: “Se estaba hablando del tema. Otros pilotos también dijeron haber visto explosiones en esa ruta en particular. ¿Tal vez pruebas de misiles?” Kaukiainen también contó el incidente a, al menos, un alto cargo de la Administración de Aviación Civil Finlandesa que en 2014 se llama Finavia. Pero pasó desapercibido para el gobierno finlandés, porque “la persona estaba afectada entonces por la Finlandización, especialmente dentro del gobierno finlandés”. En 2014 la Agencia de Seguridad en el Transporte de Finlandia TraFi no tenía constancia del asunto, y los informes o libros de registro de vuelos de 1987 ya no existían.
El copiloto del avión dijo en una entrevista a HSTV, un servicio de televisión de Helsingin Sanomat que había recordado el incidente inmediatamente después de que el vuelo 17 de Malaysia Airlines hubiese sido derribado en Ucrania el 17 de julio de 2014. Los pilotos supervivientes, todos ellos testigos del vuelo del misil y su explosión desde la cabina, decidieron entonces hacer público el incidente.
Mr. Pekka Henttu, director del departamento de aviación en el TraFi, dijo que hoy en día esos incidentes no deben ser acallados. Es aconsejable que las autoridades y máximos dirigentes de la aerolínea hubiesen informado del incidente incluso antes de que el avión aterrizase.

## Reacciones de antiguos ministros y del jefe del servicio de inteligencia y seguridad de Finlandia
Mr. Pekka Vennamo, que era el ministro de transportes en 1987, así como Mr. Pertti Salolainen, que era el ministro de asuntos exteriores en aquel momento, solo tuvieron conocimiento del incidente tras leer el artículo Helsingin Sanomat en septiembre de 2014. Igual camino siguió Mr. Seppo Tiitinen, jefe del Servicio de Inteligencia de Finlandia en aquel momento. Tiitinen afirmó que “el asunto hubiese sido de máximo interés para el servicio de inteligencia y seguridad … La información acerca de un incidente como este debería haber pasado de forma automática de los funcionarios civiles en la oficina de aviación a las autoridades, tal como ocurre hoy en día. … Que se ha remitido a las altas esferas en el gobierno, y que se encargarán de decidir si es necesario llevar a cabo algún tipo de acción.”
Mr. Salolainen afirmó sentirse enojado cuando leyó la información relativa al incidente. Considerando el incidente como algo “escandaloso”, para continuar diciendo “que no consideraba los sucesos como algo civilizado, más propios de guerrilleros de baja escala, si la descripción de los hechos era cierta.” Salolainen afirmó que incluso en 2014 la información se ha ocultado por el Parlamento de Finlandia y los ministros del gobierno “de un modo que es deplorable.” Mr. Vennamo dijo además “es un asunto abominable si el avión ha llegado a ser utilizado como objetivo de prácticas.”